# Пугачівська сільська рада (Жашківський район)
Пугачі́вська сільська́ ра́да — адміністративно-територіальна одиниця та орган місцевого самоврядування в Жашківському районі Черкаської області. Адміністративний центр — село Пугачівка.

## Загальні відомості
- Населення ради: 1 226 осіб (станом на 2001 рік)

## Населені пункти
Сільській раді були підпорядковані населені пункти:
- с. Пугачівка

## Склад ради
Рада складалась з 16 депутатів та голови.
- Голова ради: Мамочка Валентина Миколаївна
- Секретар ради: Рахуба Людмила Яківна

### Керівний склад попередніх скликань
| Прізвище, ім'я, по батькові  | Основні відомості                                                          | Дата обрання | Дата звільнення |
| ---------------------------- | -------------------------------------------------------------------------- | ------------ | --------------- |
| Загородня Любов Василівна    | Сільський голова, 1960 року народження, член Соціалістичної партії України | 26.03.2006   | 31.10.2010      |
| Мамочка Валентина Миколаївна | Сільський голова, 1973 року народження, освіта вища                        | 31.10.2010   |                 |

Примітка: таблиця складена за даними сайту Верховної Ради України

### Депутати
За результатами місцевих виборів 2010 року депутатами ради стали:

#### За суб'єктами висування
| Суб'єкт висування                 | Кількість обраних депутатів | %    |
| --------------------------------- | --------------------------- | ---- |
| Партія регіонів                   | 4                           | 25   |
| Політична партія «Сильна Україна» | 4                           | 25   |
| Соціалістична партія України      | 4                           | 25   |
| Комуністична партія України       | 2                           | 12,5 |
| Аграрна партія України            | 1                           | 6,3  |
| Самовисування                     | 1                           | 6,3  |